# Beuvraignes
Beuvraignes (picardisch: Buvrainne) ist eine nordfranzösische Gemeinde mit 880 Einwohnern (Stand 1. Januar 2022) im Département Somme in der Region Hauts-de-France. Die Gemeinde liegt im Arrondissement Montdidier, ist Teil der Communauté de communes du Grand Roye und gehört zum Kanton Roye.

## Geographie
Die im Jahr 1048 als Beverinae genannte Gemeinde am südöstlichen Rand der Landschaft Santerre liegt rund 7 km südlich von Roye und östlich der Autoroute A 1 sowie der Hochgeschwindigkeitsbahnstrecke des LGV Nord. In Ost-West-Richtung verläuft die Départementsstraße D133 durch sie. Zur Gemeinde gehören die Weiler Rue de l’Abbaye, Cessier und das isolierte Loges (mit einer geplanten Deponie im Bois des Loges).

## Geschichte

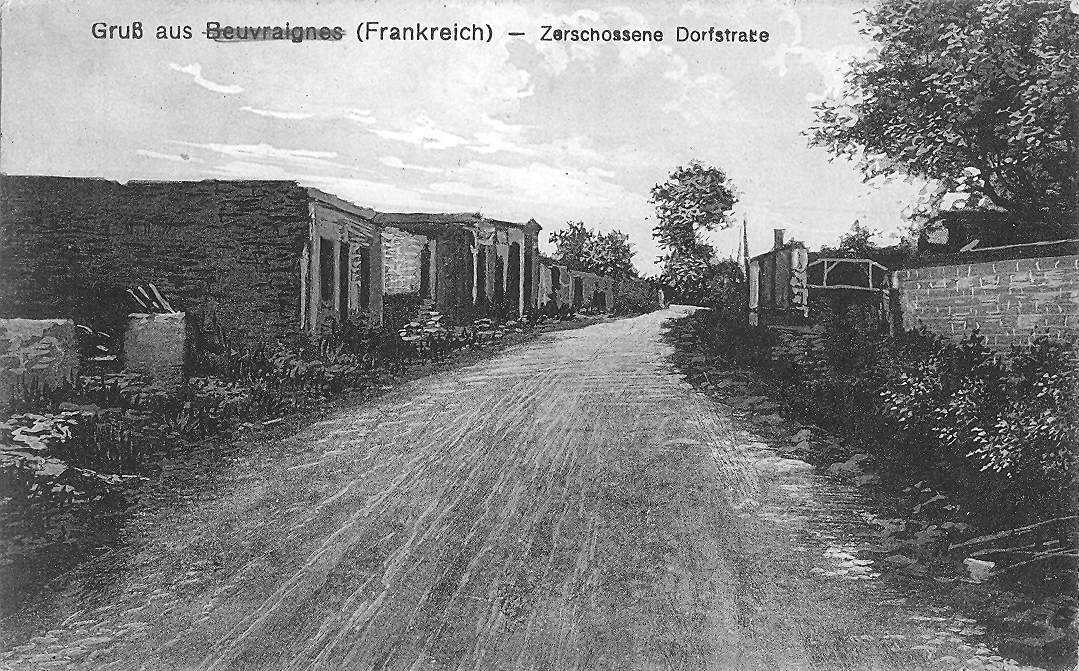
Deutsche Feldpostkarte (ca. 1916): Zerschossenen Dorfstraße

Funde belegen eine gallo-römische Besiedlung. Seit dem 13. Jahrhundert gehörte der Ort der Abtei Saint-Éloi in Noyon. Nach der Französischen Revolution wurde in Loges ein Schloss errichtet. 1879 erhielt Beuvraignes einen Bahnanschluss an der inzwischen abgebauten Bahnlinie (der LGV Nord hat keinen Halt).
Im Ersten Weltkrieg wurde der Ort 1915 in Schutt und Asche gelegt. Der Wiederaufbau dauerte zehn Jahre. Die Gemeinde erhielt als Auszeichnung das Croix de guerre 1914–1918.

## Einwohner
| 1962 | 1968 | 1975 | 1982 | 1990 | 1999 | 2006 | 2010 |
| ---- | ---- | ---- | ---- | ---- | ---- | ---- | ---- |
| 604  | 660  | 623  | 603  | 610  | 694  | 773  | 826  |

## Verwaltung
Bürgermeister (maire) ist seit 2001 Michel Monard.

## Sehenswürdigkeiten

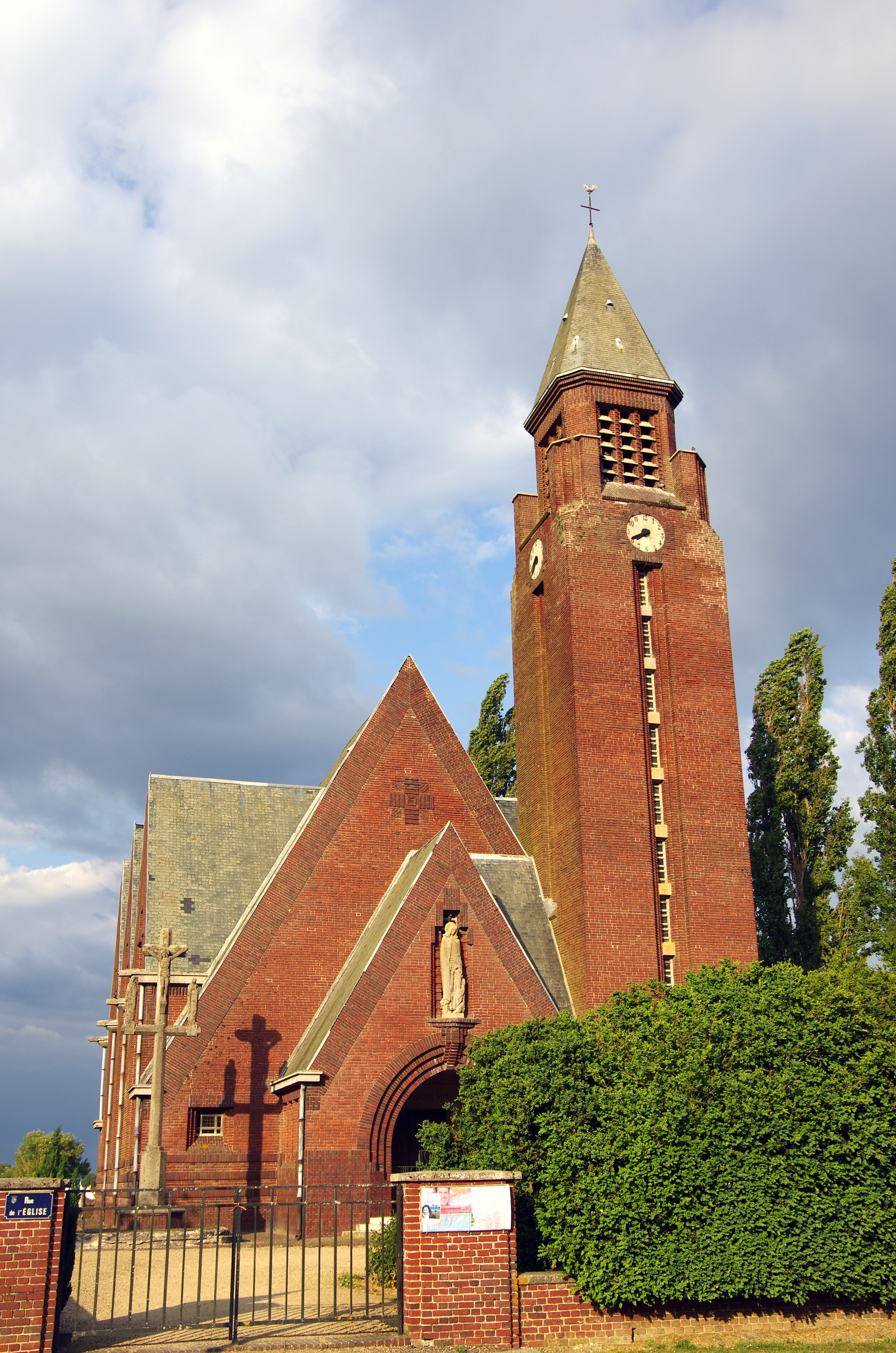
Die Kirche Saint-Martin

- Die Kirche Saint-Martin aus dem Jahr 1930.
- Chapelle des Fontaines in Rue-de-l'Abbaye.
- Der Soldatenfriedhof (Nécrople nationale).